# HMS Sussex (96)
La HMS Sussex (Pennant number 96) è stata un incrociatore pesante della Classe County, sottoclasse London, della Royal Navy e terza nave a portare questo nome. Venne impostata nei cantieri R. and W. Hawthorn, Leslie and Company di Hebburn-on-Tyne il 1º febbraio 1927, varata il 22 febbraio 1928 e completata il 19 marzo 1929.

## Storia

### Mediterraneo, Australia e Guerra Civile Spagnola
La Sussex servì nel Mediterraneo fino al 1934, anno in cui venne trasferita presso lo Squadrone Australiano dove rimase fino al 1936. Successivamente ritornò nel Mediterraneo per proteggere le imbarcazioni neutrali durante l'ultimo periodo della Guerra Civile Spagnola, insieme alle Cacciatorpediniere Intrepid e Impulsive. Riuscì a ottenere la liberazioni di quattro navi da trasporto catturate dalle forze nazionaliste spagnole ma non poté evitare la cattura della nave Stangate, legalmente registrata a Londra, da parte della nave Mar Negro al largo di Valencia, il 16 marzo 1939.

### Durante la Seconda Guerra Mondiale

#### Nell'Atlantico
Nel settembre 1939 operò con la Forza H nell'Atlantico meridionale durante la ricerca dell'incrociatore pesante tedesco Admiral Graf Spee. Il 2 dicembre intercettò insieme alla nave da battaglia Renown la nave passeggeri tedesca Watussi, che però fu autoaffondata dal suo equipaggio prima di poter essere catturata. Dopo l'affondamento della Graf Spee in dicembre, tornò in Gran Bretagna, servendo nella Home Fleet durante la Campagna Norvegese. Andò in manutenzione a Glasgow e durante i lavori venne colpita da una bomba il 18 settembre 1940. Questa causò danni gravi e alcuni incendi, che portarono alla necessità di ampie riparazioni che la tennero fuori dal servizio attivo fino all'agosto del 1942.
Successivamente venne assegnata all'Atlantico, dove il 26 febbraio 1943 intercettò la nave appoggio tedesca Hohenfriedberg affondandola e venendo allo stesso tempo sfiorata da un lancio di siluri proveniente dall' U-264 di scorta alla nave.

#### Nel Pacifico

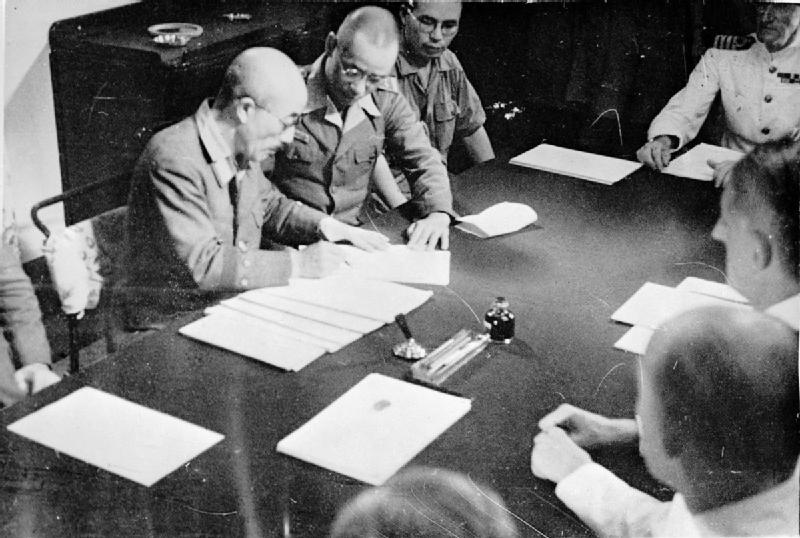
Il Generale Itagaki firma la resa di Singapore a bordo della Sussex

Durante il 1944 la Sussex, trasferita nel Pacifico, dove partecipò ad operazioni nelle Indie Orientali Olandesi a seguito della fine delle ostilità. Il 26 luglio 1945 la sua Task Force venne attaccata da due Aichi D3A usati da kamikaze. Il primo venne abbattuto dalla HMS Ameer e il secondo dalla Sussex stessa. Sfortunatamente un aereo rimbalzò sulla superficie del mare e colpì la nave, danneggiando leggermente lo scafo sopra la linea di galleggiamento. Il 5 settembre successivo alle 11:30 la Sussex entrò nella baia di Singapore innalzando la bandiera del Contrammiraglio Cedric Holland per accettare la resa della guarnigione giapponese, firmata a bordo dal Generale Seishirō Itagaki, a conclusione della Operazione Tiderance preparata per ricatturare Singapore.

### Radiazione e demolizione
La Sussex venne radiata durante il 1949 e ceduta alla British Iron and Steel Corporation il 3 gennaio 1950, per arrivare a Dalmuir, in Scozia, il 23 febbraio successivo per essere demolita.